# Piazza Garibaldi (Naples)
Pour les articles homonymes, voir Piazza Garibaldi.
La Piazza Garibaldi est une place de Naples, en Italie, située à la limite des quartiers Pendino, Mercato, San Lorenzo et la Zona Industriale. Elle est l'une des places les plus importantes et les plus fréquentées de la ville, car depuis 1866, elle est bordée par la gare centrale de Naples (septième en Italie en termes de trafic passagers), ainsi que par une station des lignes 1 et 2 et de la Circumvesuviana.

## Histoire et caractéristiques

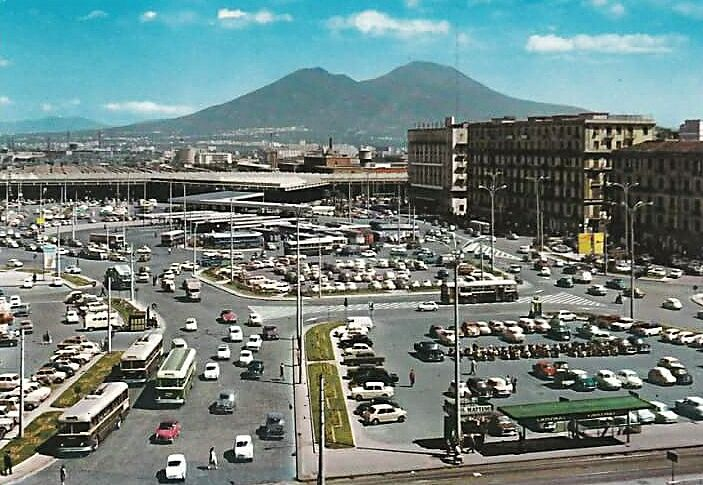
Carte postale de la place datant de 1971, avec le Vésuve en arrière-plan.

La place est créée après l'unification de l'Italie, avec l'installation de la nouvelle gare ferroviaire le long de la route des fossés (actuel corso Garibaldi). Elle s'appelait d'abord Piazza della stazione ou della Ferrovia jusqu'en 1891, lorsque Giuseppe Saredo, alors commissaire royal, décida de la rebaptiser « piazza dell'Unità Italiana ». Au centre de la place (désormais sur le côté gauche après son agrandissement), la statue de Giuseppe Garibaldi, œuvre de Cesare Zocchi, est inaugurée en 1904. Sa réalisation est liée à l'exaltation, promue au début du règne des Savoie, des principaux artisans de l'unification italienne. Depuis lors, la place est dédiée au héros des deux mondes.
La place est profondément rénovée dans le cadre d'un projet de Dominique Perrault datant de 2004, parallèlement à la rénovation de la gare. Les travaux, qui débutent en 2006, entraînent, outre une révolution de la circulation chaotique, canalisée sur une large route centrale longitudinale, la création d'un vaste bois urbain sur le côté nord, avec un amphithéâtre, des boxes pour des espaces commerciaux et une aire de jeux équipée, ainsi qu'une promenade souterraine avec une galerie commerciale attenante, recouverte d'un treillis métallique de marquises semi-perméables, sur le côté sud,.